# Cratere Reiner

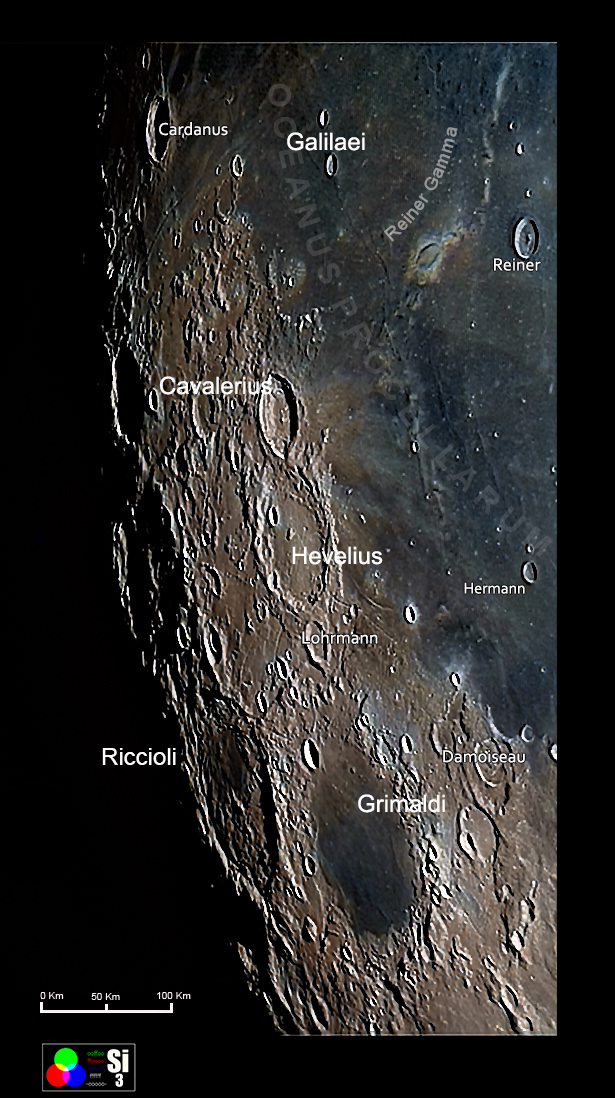
Reiner(in alto a destra) in una immagine selenocromatica (Si). Vedi anche :

Reiner è un cratere lunare di 29,85 km situato nella parte nord-occidentale della faccia visibile della Luna.